# مهدی صدقیان
مهدی صدقیان (انگلیسی: Mehdi Sedghian؛ زادهٔ ۵ مهٔ ۱۹۹۶) یک بازیکن فوتبال اهل ایران است.